# Стоянцы (Тверская область)
Стоянцы — село в Кимрском районе Тверской области. Административный центр Стоянцевского сельского поселения.

## География
Находится в 48 километрах к северо-западу от города Кимры. К западу от села расположен самый большой в Тверской области болотный массив Оршинский Мох.

## История

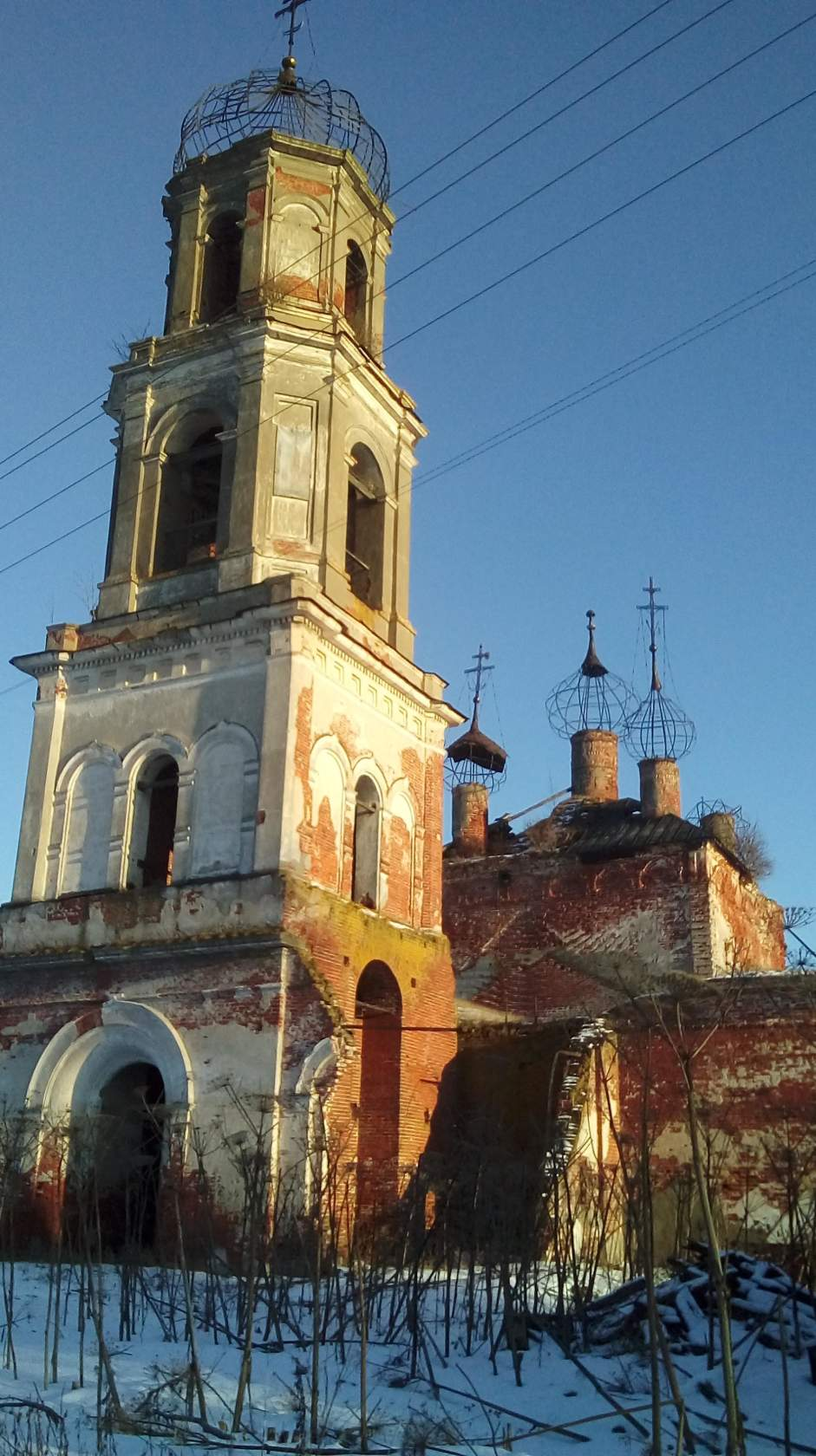
Церковь Воскресения Христова. 2020 год

По данным 1628 года село в вотчине патриарха Филарета, в селе церковь Николая Чудотворца деревянная. В 1678, 1708 годах в ведении Патриаршего дворцового приказа. В 1678 году в селе церковь Вознесения с приделом Николая Чудотворца. В 1780 году построена церковь Воскресения Христова.
В середине XIX века село Стоянец относилось к одноименному приходу и волости Корчевского уезда Тверской губернии. В 1840 году здесь открылась первая в уезде школа (приходское училище). По данным 1859 года село имело 501 жителя при 70 дворах, церковь, 4 ярмарки. В 1887 году в селе Стоянцы 90 дворов, 506 жителей, волостное правление, земская школа, 2 дегтярных завода, ветряная мельница, кузница, трактир, 2 винных, 4 чайных, 11 мелочных лавок, еженедельный базар. В 1918—1921 годах село центр одноименной волости и сельсовета Корчевского уезда, в 1922—1928 — Кимрского уезда. По переписи 1920 года в Стоянцах 158 дворов, 857 жителей.
В 1929—1963 годах село Стоянцы центр сельсовета Горицкого района (с 1935 года в составе Калининской области).
Во время Великой Отечественной войны погиб 81 житель села.
В 1970-80-е годы в Стоянцах центральная усадьба совхоза «Стоянцевский».
В 1979 году к селу были присоединены соседние деревни Петухово и Русилово, в 2002 году они восстановлены как отдельные населённые пункты.

## Население
| 1859 | 1887 | 1897 | 1920 | 1997 | 2002 | 2010 |
| ---- | ---- | ---- | ---- | ---- | ---- | ---- |
| 501  | ↗506 | ↗641 | ↗857 | ↘327 | ↘61  | ↘46  |

## Инфраструктура
- МОУ Стоянцевская основная общеобразовательная школа (закрыта в 2008 году)
- Стоянцевский ЦКиД
- Стоянцевский ФАП

## Достопримечательности
- Церковь Воскресения Христова, 1780 года постройки.

## Известные люди
- Фёдор Михайлович Лихачёв - советский военный деятель, комбриг.